# Broncho Billy and the Rustler's Child
Broncho Billy and the Rustler's Child è un cortometraggio muto del 1913 interpretato e diretto da Gilbert M. 'Broncho Billy' Anderson.

## Trama
David Morgan, un cowboy che lavora marchiando il bestiame, viene a sapere da un medico che la sua ex-moglie è gravemente ammalata.

## Produzione
Il film fu prodotto dalla Essanay Film Manufacturing Company. Venne girato a Niles. Gilbert M. 'Broncho Billy' Anderson, fondatore della casa di produzione Essanay (che aveva la sua sede a Chicago), aveva individuato nella cittadina californiana di Niles il luogo ideale per trasferirvi una sede distaccata della casa madre. Niles diventò, così, il set dei numerosi western prodotti da Anderson.

## Distribuzione
Distribuito dalla General Film Company, il film - un cortometraggio in una bobina - uscì nelle sale cinematografiche USA il 26 aprile 1913. La George Kleine System in seguito lo ridistribuì, presentandolo il 26 agosto 1918.